# Saint-Sauvant (Vienne)
Saint-Sauvant è un comune francese di 1 342 abitanti situato nel dipartimento della Vienne nella regione della Nuova Aquitania.

## Società

### Evoluzione demografica
Abitanti censiti